# 真妙流
真妙流（しんみょうりゅう）とは、根来獨身斎重明が開いた柔術の流派である。
神妙流、真玅流、心妙流とも書かれる。別名を清香流という。

## 歴史
流祖は根来獨身斎重明である。根来は天心獨明流の祖でもあり、二つの流派は併せて伝えられていた。
羽客の了心醉月翁から根来獨身斎重明に伝わったものであるとされている。主に二本松藩、大村藩、福江藩、膳所藩、会津藩、岡山藩、江戸等で学ばれていた。明治維新後は、会津から北海道余市にも伝わった。
分派に礒崎流、神傳實用流、神傳不動流、水月流などがある。
分派の神伝実用流は、了心醉月翁-根来獨身斎-根来八九郎-根来久太夫-押田亀右衛門-柴田平左衛門北條数馬時吉-遠藤泰鳳軒（遠藤貞八郎）と伝わった真妙流から藤原興親が開いたものである。
また、磯崎流は北條退山の弟子が真妙流を学び、1793年（寛政5年）異人に会って妙術を授かり、武術の奥義を明悟して礒崎流と改称したものである。

## 江戸の真妙流
根来から数代後の北條數馬時吉（竹鳳軒 北條退山）は江戸に道場を開き数百人の門人を育てた。北條数馬時吉は北條時政の末裔であると伝わる。元は二本松藩士の柴田伊左衛門という名であったが出奔して江戸で北條退山と名乗ったとされる。北條は天心獨明流、真妙流柔術、山鹿流兵学を修めていた。
- 了心醉月翁
- 根来獨身斎重明
- 根来八九郎重道
- 根来久太夫重信
- 押田亀右衛門
- 柴田平左衛門
- 北條数馬時吉（二本松藩から出奔、江戸に道場を開く）

## 大村藩の真妙流

### 富森京蔵通重
大村藩の真妙流で傑出した人物に富森京蔵通重がいる。
大村藩内西彼杵郡雪之浦の人で幼年より武術を好み、播州の六甲山に上り多年山中修業し神妙の技術の奥旨を悟った。その業速やかで神の如きであったとされる。
友人が六甲山に訪れた際、食事のために腰縄を持って深く山中に駆け入り猪を生捕にした。早縄が速やかであったとされる。
山中修業を積み大村藩に帰国する際、兵庫港の海辺に出て大阪より長崎下りの商船の船頭に便船を乞う。船員、山中に住み衣服破れ毛髪伸びた富森の姿を見て狂人と思い、船の綱を解き船を出す。船が陸を離れる時、富森船中に飛び入り船員断るところを強く乞い、「私は六甲山に於いて海上の難を救う神である。この船に危難あることを知った。私を船に乗せなければ必ず危難あるので乗せるべきである。」と言う。船頭はこれを承諾して船に乗せた。
船が周防灘に来た時、海賊が船を襲い船員は捕らえられた。貨物が海賊の船に積み移し奪い取られる時の物音に富森は目を覚まし柔術で海賊を退治した。命乞いをする海賊に貨物を元の通りに船に積み戻すように命じて取り戻し無事長崎に帰国したとされる。この事が長崎代官の聞く所となり、長崎に柔術道場が開かれ教授方嘱託となった。
ある時、武者修行中の剛勇な武術家が来て長崎代官に富森との勝負を申し込んだ。代官は武者修行者の剛勇なる姿に富森との勝負を危ぶみ富森に内意を聞いたところ、勝負に応じることとなった。富森は銃丸（火縄銃で用いる鉛の弾）二個を握り込み勝負に掛かり、暫く前心を守り互いに近寄らなかった。互いに気を満ち肉迫した瞬間、銃丸の一個を爪先に放ち、もう一つを敵の烏兎（眉間）に当て即倒させた。武者修行者は降参して帰ったが、後日返報するため虚無僧の姿に変装して富森の居所に来た。この時、富森食事中だったが頭を左右に振る。妻がその頭を振るのは何事かと問うと、私の後ろの壁に十本の手裏剣が立っているのを見よと言った。武者修行者は富森の神妙の業を見て、即座に無礼を謝し降参して師弟となった。
武者修行者は富森の家に三年止まったが、柔術の奥秘を授けないことに大いに怒り師弟の契約を解き帰ろうとした。富森は三年の労を謝して離別の酒食をなしたが、武者修行者は食膳を抱えながら家の梁に飛び上がった。富森は立ち上がり、武者修行者を梁上より引き落として、この通りと食膳を持って体を梁に背を付けて下に向かい、膳を抱えて武者修行者に対して示した。これを見た武者修行者は降参し、富森より極意の奥旨を授かり礼を述べて帰ったという。
文化頃の人で富森から奥旨を授かった大串亀吉は、業が速やかで壁を横に三間走ることを得意としていた。
富森の門人で奥旨を得た達人に河野又一郎がいる。諸国武者修行して江戸に行き各道場を廻って勝負に勝った。天神真楊流の磯又右衛門にも試合を申し込んだとされる。河野が帰国した後、同門の大串亀吉が河野のもとを訪れて修行中の話を聞いた。大串は何を思ったのか、河野を庭に投げて逃げ帰ろうと考え技を掛けたところ、逆に引き倒されたという。

#### 富森京蔵が伝えた真妙流柔術の内容
他の藩に伝わったものとほぼ同じであるが、形名や漢字、順番、変化の数、体系等に差異が見られる。
表
手詰、　胸取、　爪立
柄取、　引立、　膳並
髪束捕、小尻返、捻返
浪返、　蹈固、　無手取
蜻蛉捕、引倒、　首械
陰之組
手詰、　後〆、　竹馬
柄留、　柄取、　通違
天狗倒、胸取、　後組
下手組、無手取、肝碎
貫抜〆、爪取、　上手組
大陰之組
手詰、　髪束取、蜻蛉返
爪取、　浪返、　胸取
柄取、　首械、　捻返
小尻返、引立、　無手取
蹈固、　膳並
取返
袖摺、　荒浪、　無手取
捻返、　夢之枕、兜捻
朽木倒
外
十文字、引立、　虎亂入
廉巴、　大骨碎、亂曲
飛龍、　打違、　燕返
引分、　岩當、　左右
逆返、　翼〆、　綿棒掛
乳縄、　前詰、　天狗倒
鐡問
手詰、　首械、　後組
胸取、　小尻返、向車
柄取、　梨割、　枕返
菱取、　逆浪、　三稲妻
太刀組
一文字、突掛、　隅之抜身
肮械、　胴械、　太刀虎落
上段
中極意
圓想、一文字、萬沈之曲尺、八ッ花形
五ッ當身
山形、三寸、惣身、鈎鐘、暗夜
早縄傳
香不入、腰之迫、打越
二十六箇条
當身之傳、請身之傳、水船人之事、位之傳
調子之傳、拍子之傳、不角力之傳、秘哥之傳之事
捨身之事、鎧着込下之事、呼吸之傳、力通流之事
捕手之事、十手之事、振出十手之事、鎖十手之事
鐡問之事、露十手之事、狀之傳、棒之傳、手裏剣之傳
萬力之傳、菱之傳、毒扇之傳、眼潰之傳、三秘傳之事
丸龍之手之内
父母之當身
附竪一文字
六合之手之内
修業之巻
勝負間合之事
懸聲之事並呼吸之事
氣心之病と云事
敵ノ心懸ヲ知ル事
卍〇之事

### 三岳半蔵
文化年間（1804-1818）の大村藩真妙流に三岳半蔵橘智則という達人がいた。三岳半蔵は波佐見の人である。甲斐豊前守より十七代目師範で内海に道場を開き多数の門弟に真妙流を指南した。

#### 逸話
ある夜更けに流浪の凶悪な強盗が武人の家と知ってか知らずか忍び寄った。三岳半蔵の寝息を伺い両刀を抜き放って首筋へ十文字にして脅迫した。三岳は驚き恐れて顔面蒼白となり一命を乞うと思いきや、真妙流の秘術で強盗の五体は宙に飛び両刀をもぎ取り組み伏せた。強盗を睨み「己れ近郷の良民を苦しむる憎き奴。我代わって天誅を加へん。」と一刀両断にしたという。

## 福江藩の神妙流
文政頃に福江藩有川（現在の五島列島、新上五島町）の宮崎直次が伝えており多くの門人がいた。

## 岡山の真妙流
明治維新前から岡山市津島（津島本村）に森光造、津島西坂に安井与吉が蔵や納屋等を道場として稽古していた。
森光造の弟子に森六治がいる。森六治は岡山市津島の生まれで、幼年より森光造の門に入り真妙流を修業した。その後、県警教習所に勤務する傍ら起倒流を野田権三郎に学んだ。また、剣道を奥村二刀流の奥村左近太から学んでいる。
1884年頃（明治17年）に国末伊三治が岡山市岩田町に「真妙流柔術指南所」という道場を設立し、多数の門人を育成した。毎年恒例の池田候閑谷神社奉納試合に多くの門人を引き連れて出場していた。国末伊三治は1887年11月（明治20年）に熊谷三弥から真妙流の免許皆伝を許された。1904年正月（明治37年）内山下の奥村剣道場（奥村左近太の道場）を借りて「修道館」の看板を掲げ真妙流を指導した。1910年5月（明治43年）大日本武徳会で国末伊三治と門人の松永善吉、河合半太郎の三人で真妙流柔術形の演武を行った。国末伊三治の長男の国末清太郎は奥免許であった。また次男の国末幸三は上京して講道館に入り柔道七段となった。
修道館へ武者修行として来観した者が数多くあり、早稲田大学教師代議士の宮川一貫が一週間滞在、京都の堀顕太郎が一か月、徳三宝が四十日滞在している。
1911年5月（明治44年）に岡山県の佐久間嘉吉が大日本武徳会で真妙流柔術を演武している。

### 岡山の真妙流系譜
熊谷三弥より前は不明である。熊谷三弥は真妙流柔術と一刀新流（天心独明流）を教えていた。
- 熊谷三弥景治[4]
  - 森光造(岡山市津島)
    - 森六治

  - 国末伊三治(岡山市岩田町)
    - 国末清太郎(奥免許)
    - 橋本保太郎(中免許)
    - 松永善吉(中免許)
    - 川合半太郎
    - 国末幸三

  - 高田嘉八
  - 古家野常吉
  - 米谷四郎造

## 会津藩の真妙流
天保年間に松平忠恭（松平容敬）が真妙流遠藤貞八郎の妙術を知り、会津藩士倉沢伝之進を遣し真妙流を会得させた。
倉沢は江戸に教場を開き多くの門人を育て、倉沢門下の黒河内八十郎が会津藩の真妙流師範となった。

### 北海道余市郡黒川村の真妙流
会津藩の黒河内八十郎から佐瀬得所、生亀六蔵に至ったが、戊辰戦争によって師弟離散となり断絶した。棚倉にいた生亀六蔵は、流儀断絶を憂い師範免許を古澤幸三郎藤原友雄（1832-1914）に授けた。1871年8月（明治4年)年古澤友雄は北海道に渡り余市郡黒川村の旧会津藩士団開墾地に入植した。余市郡の会津藩士団は開墾の傍ら子弟を教育するため「日進館」という寺子屋と、柔剣道を教える「講武所」を設けた。「講武所」では、真妙流免許を持つ古澤友雄が柔術師範となり多くの門人を育てた。古澤の門人には大竹忠、青木丑藤などがいた。
- 北條退山
- 遠藤貞八郎
- 倉沢伝之進
- 黒河内八十郎
- 佐瀬得所
- 生亀六蔵
- 古澤幸三郎藤原友雄

## 系譜
真妙流は北条退山から日本各地に広まった。

北条退山までの系譜
- 了心醉月翁
- 根来獨身斎重明（紀伊→二本松）
- 根来八九郎
- 根来久太夫
- 押田亀右衛門
- 柴田平左衛門正道
- 北條数馬時吉竹鳳軒退山（二本松→江戸）

北条退山以降の系譜
- 北條数馬時吉竹鳳軒退山
  - 遠藤貞八郎泰鳳軒祐泰（江戸）
    - 倉沢伝之進(会津藩)
      - 黒河内八十郎
        - 佐瀬得所
          - 生亀六蔵
            - 古澤幸三郎藤原友雄(会津→北海道余市)
              - 大竹忠
              - 青木丑藤

    - 藤原獻次興親（神伝実用流）
      - 花房龍司義制（岡山→京都）
        - 長尾勇師古（大阪の人）
          - 西亭勇治清原吉栄

        - 藤本鉄石
        - 股野利七郎

  - 磯崎（磯崎流を開く）
  - 朝倉長左衛門
  - 佐々木喜四郎

流祖からの伝系が不明の人物と系統
- 山本竹鳳
  - 国井喜忠太義睦（垂井）
- 森
  - 三岳半蔵橘智則
- 森勝春
  - 山本晴海
- 富森京蔵
  - 河野又一郎
  - 大串亀吉
- 熊谷三弥景治
  - 森光造(岡山市津島)
    - 森六治

  - 国松伊三治(岡山市岩田町)
    - 国松清太郎

## 内容
北条退山が伝えた真妙流の内容である。
各形にいくつかの変化技が含まれている。
柔術、死活、捕縄術、様々な武器や心得、口伝等を伝えていた。
表
手詰7、胸取6、爪取3、柄取6、引立、膳並5、髪束捕3、小尻返、捻返、浪返、蹈固、無手取、蜻蛉返、引倒、首械
陰
手詰3、胸取2、爪取、柄取3、柄留2、無手取、後〆3、通違4、上手組、下手組、後組、竹馬、関貫〆、肝碎、天狗倒
大陰
手詰、胸取2、柄取2、爪取、引立2、膳並、小尻返、捻返2、蹈固、無手取、蜻蛉返、首械
取返
胸取、爪取、膳並、柄留、袖摺、捻返、兜捻、荒浪、朽木倒、無手取、夢之枕
外
十文字、引立2、虎亂入、廉巴、大骨碎3、亂曲、飛龍、打違、燕返、引分、岩倒、左右、逆返、　翼〆、襁懸、乳縄、前詰、天狗投
銕搭
胸取2、柄取、菱取、梨割、向車、小尻返、枕返、首械、逆浪 上手下手2、後組、三稲妻3、三鳥捕之傳3
太刀組
一文字2、突懸2、上段2、朊械、胴械、隅之抜身、太刀虎落4
早縄之傳
五之當身
惣身、闇、鈎鐘、三寸、山陰
中極意
圓想一文字、萬沉之曲尺、八花形
免許口伝条々
秘哥、拍子、位、調子、先 先之先 後先、残心残勝、曲尺合、水船人、手不亀法、手裏剣、扇之大事、霧之法、治変化
柔事之理
奥儀大極意
丸龍之手之内、陰陽父母之當身 竪一文字、天地四寸之手之内、
六合之手之内
印可死活之大叓
九死之法、
惣死之當身、松風之當身、村雨之當身、弓手之當身、馬手之當身、蓮華閉之當身、釣鐘之當身、闇夜之當身、至強之當身
六活之法
松風、村雨、弓手、馬手、釣鐘、惣活
火風之傳
先前 心肝之傳、後々 三四之傳
心気
心意 陰陽 水 不動
気五行形勢
心気躰